# Клюшино
Клюшино — деревня в Вичугском районе Ивановской области. Входит в состав Сошниковского сельского поселения.

## География
Находится в северо-восточной части Ивановской области на расстоянии приблизительно 8 км на юго-восток по прямой от районного центра города Вичуга.

## История
В 1872 году здесь (тогда Юрьевецкий уезд Костромской губернии) было учтено 23 двора, в 1907 году — 31.

## Население
Постоянное население составляло 133 человека (1872 год), 121 (1897), 144(1907), 9 в 2002 году (русские 100 %), 1 в 2010.